# 藤原顕 (小惑星)
藤原顕（ふじわら あきら）またはアキラ・フジワラ (5782 Akirafujiwara) は、小惑星帯の小惑星。オーストラリアのサイディング・スプリング天文台でロバート・マックノートが発見した。
はやぶさによる (25143) イトカワの探査などに大きな役割を果した日本の惑星科学者藤原顕の功績を記念し、国際天文学連合の小惑星命名委員会によって仮符号のアルファベットが藤原のイニシャルと同じ小惑星が選ばれ、2006年に命名された。